# Craspedonta
Craspedonta là một chi bọ cánh cứng trong họ Chrysomelidae.
Chi này được Chevrolat in Dejean miêu tả khoa học năm 1837.

## Các loài
Các loài trong chi này gồm:
- Craspedonta laotica Swietojanska & Borowiec, 2000
- Craspedonta levis Borowiec, 1993
- Craspedonta leyana (Latreille, 1807)